# 東海理化電機製作所
株式会社東海理化電機製作所（とうかいりかでんきせいさくしょ、略称：東海理化）は愛知県丹羽郡大口町に本社を置くトヨタグループ大手自動車部品メーカー。

## 沿革
- 1948年（昭和23年）- 愛知県西春日井郡西枇杷島町（現・清須市）にて会社設立。
- 1960年（昭和35年）- 宝工業（現・東海理化サービス）、東海理化販売（現・東海理化クリエイト）を設立。
- 1961年（昭和36年）- 東京証券取引所、名古屋証券取引所各2部上場。
- 1964年（昭和39年）- 豊田工場の操業を開始。
- 1966年（昭和41年）- 音羽工場の操業を開始。
- 1974年（昭和49年）- 愛知県西春日井郡新川町（現・清須市）に本社事務所を移転。
- 1976年（昭和51年）- トヨタ品質管理賞受賞。
- 1978年（昭和53年）
  - デミング賞実施賞受賞。
  - 東京証券取引所、名古屋証券取引所各1部指定替え。
  - 韓国の新昌電気（Shinchang Electrics Co., Ltd.）に資本参加。
- 1980年（昭和55年）- 愛知県丹羽郡大口町に本社事務所を移転。
- 1982年（昭和57年）- フォード社Q-1賞受賞。
- 1983年（昭和58年）- PM優秀事業場賞受賞。
- 1986年（昭和61年）
  - 米国にTokai Rika U.S.A.,Incを設立。
  - カナダに合弁会社Quality Safety Systems Company設立。
- 1987年（昭和62年） 
  - 台湾に合弁会社理嘉工業股份有限公司（Rica Auto Parts Co., Ltd.）設立。
  - エヌ・エス・ケイ設立。
- 1989年（平成元年）- 豊賀設立。
- 1990年（平成2年）- 岐阜県恵那市の恵那テクノパークに恵那東海理化設立。
- 1991年（平成3年）
  - 米国にTAC Manufacturing,Inc.設立。
  - 理化精機設立。
- 1994年（平成6年）
  - 萩工場、操業を開始。
  - タイに合弁会社Thai Seatbelt Co.,Ltd設立。
- 1995年（平成7年）
  - フィリピンにTRP,Inc設立。
  - インドに合弁会社MINDARIKA LIMITED設立。
- 1997年（平成9年）
  - 米国にTRIN,Inc.設立。
  - タイにTokai Rika(Thailand)Co.,Ltd設立。
- 1998年（平成10年）
  - Tokai Rika U.S.A.,Inc.の生産部門を独立させ、TRMI,Inc.を設立。
  - Tokai Rika U.S.A.,Inc.の社名をTRAM,Inc.に変更。
- 1999年（平成11年）- ミロクテクノウッドに資本参加。
- 2000年（平成12年）- ISO 14001の認証を取得。
- 2001年（平成13年）
  - 中国に天津東海理化汽車部件有限公司、無錫理昌科技有限公司設立。
  - ブラジルにTRBR Industria e Comercio Itda.設立。
  - チェコにTRCZ s.r.o.設立。
- 2002年（平成14年）- 韓国に株式会社STF設立。
- 2003年（平成15年）- ベルギーにTokai Rika Belgium N.V.設立。同時に米国に合弁会社TGR Technical Center,LLC設立。
- 2004年（平成16年）
  - 中国に佛山東海理化汽車部件有限公司設立。
  - TRMACエンジニアリングに資本参加。
- 2006年（平成18年）- ISO/TS16949の認証を取得。
- 2007年（平成19年）- 山形市松栄の産業創造支援センター内に「東海理化 東北技術センター」を設立。
- 2008年（平成20年）
  - 山形県に東北技術センター（現・東北技術開発センター）開設。
  - 株式会社サン電材社を子会社化。
  - タイにTOKAI RIKA ASIA CO., LTD.設立。
  - インドにTOKAI RIKA MINDA INDIA Private Limited設立。
- 2011年（平成23年）- インドネシアにPT.TOKAI RIKA INDONESIA設立。
- 2012年（平成24年）- インドネシアにPT.TOKAI RIKA SAFETY INDONESIA設立。
- 2013年（平成25年）- ISO 26262の規格に準拠。
- 2015年（平成27年）- メキシコにTOKAI RIKA MEXICO, S.A. DE C.V.設立。
- 2018年（平成30年）- IATF 16949の認証を取得。
- 2021年（令和3年）- エヌ・エス・ケイと恵那東海理化を統合し、東海理化NExT設立。
- 2022年（令和4年）11月1日 - 秋田県横手市に株式会社東海理化トウホクを設立[2]。
- 2023年（令和5年） - ゲーミングギアブランド『ZENAIM（ゼンエイム）』を立ち上げ[3]。
- 2025年（令和7年） - 秋田県横手市の横手第二工業団地にて横手工場の操業を開始[4][5]。〈予定〉

## 社名の由来
「理化学、電気、機械、なんでもやる」の願いが込められ命名された。

## 主な生産品
「運転席に座って手が届く」範囲の操作機器、制御コンピューター等に加え、シートベルトを中心とした安全部品も得意としている。
- 車室内各種スイッチ
- コラムスイッチ(ウインカー・ワイパー)
- 遠隔操作デバイス
- ATシフトレバー
- シフトレバーノブ
- ワイヤレスキー
- ステアリングロック機構
- スマートエントリーシステム
- シートベルト
- ステアリングホイール
- 電動ドアミラー
- ホイールキャップ

等

## 生産拠点
- 本社工場 - 愛知県丹羽郡大口町
- 豊田工場 - 愛知県豊田市
- 音羽工場 - 愛知県豊川市
- 萩工場 - 愛知県豊川市
- 横手工場 - 秋田県横手市（2025年操業開始予定）[4][5]

- 音羽工場
- 横手工場

## その他の生産・販売拠点

### 国内の連結子会社
- 東海理化エレテック - 愛知県豊川市
- 東海理化NExT - 岐阜県恵那市（旧恵那東海理化・エヌ・エス・ケイ）
- 理化精機 - 愛知県小牧市
- 東海理化サービス - 愛知県清須市
- サン電材社 - 愛知県豊橋市
- 東海理化アドバンスト - 愛知県名古屋市
- 東海理化トウホク - 秋田県横手市

### 国内の関連会社
- 東海理化クリエイト（旧東海理化販売） - 愛知県名古屋市
- ミロクテクノウッド - 高知県南国市

### 海外の連結子会社
アメリカ合衆国
- TRAM, Inc.
- TRMI, Inc.
- TAC Manufacturing, Inc.
- TRIN, Inc.

カナダ
- Quality Safety Systems Company

台湾
- Rica Auto Parts Co., Ltd.

フィリピン
- TRP, Inc.

タイ
- TOKAI RIKA (THAILAND) CO., LTD.
- Thai Seat Belt Co., Ltd.
- TOKAI RIKA ASIA Co.,Ltd.

インドネシア
- PT.TOKAI RIKA INDONESIA
- PT.TOKAI RIKA SAFETY INDONESIA

インド
- TOKAI RIKA MINDA INDIA Private Limited.

イギリス
- TRB Limited

中国
- Tianjin Tokairika Automotive Parts Co., Ltd.
- Wuxi Risho Technology Co., Ltd.
- Foshan Tokairika Automotive Parts Co., Ltd.

ブラジル
- TRBR Industria e Comercio ltda.

メキシコ
- TOKAI RIKA MEXICO, S.A. DE C.V.

チェコ
- TRCZ s.r.o.

ベルギー
- Tokai Rika Belgium N.V.

### 海外の関連会社
韓国
- Shinchang Electrics Co., Ltd.
- STF Co., Ltd.

インド
- MINDARIKA PRIVATE LIMITED

アメリカ合衆国
- TGR Technical Center, LLC